# 湘東郡
湘東郡（しょうとう-ぐん）は、中国にかつて存在した郡。三国時代から南北朝時代にかけて、現在の湖南省南東部に設置された。

## 概要
257年（太平2年）、呉により長沙東部に湘東郡が置かれた。湘東郡は荊州に属し、郡治は酃県に置かれた。
307年（晋の永嘉元年）、荊州の7郡と江州の桂陽郡を分割して湘州が立てられると、湘東郡は湘州に転属した。晋の湘東郡は酃・茶陵・臨烝・利陽・陰山・新平・新寧の7県を管轄した。395年（太元20年）、酃・利陽・新平の3県を廃止した。
南朝宋のとき、湘東郡は臨烝・新寧・茶陵・湘陰・陰山の5県を管轄した。
南朝斉のとき、湘東郡は茶陵・新寧・攸・臨烝・重安・陰山の6県を管轄した。
589年（開皇9年）、隋が南朝陳を滅ぼすと、湘東郡は廃止されて、衡州に編入され、湘東郡の呼称は姿を消した。